# Giuseppe Sinopoli
Giuseppe Sinopoli (Veneza, 2 de novembro de 1946 — 20 de abril de 2001) foi um maestro e compositor italiano.

## Biografia
Giuseppe Sinopoli nasceu em Veneza, Itália e estudou no Conservatório Benedetto Marcello, em Veneza, sob as lições de Ernesto Rubin de Cervin e em Darmstadt, incluindo aulas particulares de composição com Karlheinz Stockhausen. Ele também obteve uma graduação em medicina, pela Universidade de Pádua, e completou uma dissertação em antropologia criminal.

### Carreira
Sinopoli começou a fazer fama como um compositor de inúmeras obras, tornando-se professor de música contemporânea e eletrônica no Conservatório Benedetto Marcello, em Veneza, em 1972 e um dos maiores nomes da Nova Escola Vienese de música contemporânea. Ele estudou condução na Academia de Música de VIena com Hans Swarowsky e em Veneza, fundou o conjunto Bruno Maderna, na década de 1970. Sua composição mais famosa é a sua ópera Lou Salomé, que recebeu a primeira performance em Munique, em 1981, com Karan Armstron no papel título.
Sinopoli foi apontado como Maestro Residente da Orquestra Philharmonia em 1981, e permaneceu no cargo até 1994, fazendo um número de gravações com ela, incluindo as obras de Edward Elgar e as sinfonias completas de Gustav Mahler. Ele tornou-se o Maestro Residente da Orquestra Estatal de Dresden em 1992. Ele também trabalhou no Festival de Bayreuth, como um dos maestros. Ele foi muito conhecido por suas intensas e algumas vezes controversas interpretações de óperas e pelas suas habilidades de condução.
Em 20 de abril de 2001, Sinopoli morreu de um ataque cardíaco, enquanto conduzia a ópera Aida, de Giuseppe Verdi, na Ópera Alemã de Berlim. A performance foi dedicada à memória do último diretor chefe da companhia, Goetz Friedrich. Duas noites depois, Marcello Viotti conduziu Aida e dedicou sua performance à memória de Sinopoli. Seu funeral aconteceu em Roma, no dia 23 de abril e teve a presença do Presidente Italiano e Primeiro Ministro, como também de um grande número de membros do Teatro alla Scala. Ele deixou sua esposa, Silvia, e dois filhos.
As últimas gravações de Sinopoli incluem Ariadne auf Naxos de Richard Strauss e Stabat Mater de Antonín Dvorák.
Sua sepultura está localizada no cemitério Campo di Verano, em Roma